# Abu Kamil
Abu Kamil (arabisch ابو كامل), mit vollständigem Namen Abu Kamil Schudscha ibn Aslam ibn Muhammad ibn Schudscha, war ein arabischer Mathematiker. Er lebte von ca. 850 bis 930 n. Chr. und stammte wahrscheinlich aus Ägypten, weitere biographische Angaben sind nicht bekannt. Er wurde al-Hasib al-Misri, „der ägyptische Rechner“, genannt.

## Wurzelterme
Er hat allgemeine Beziehungen zwischen Wurzelausdrücken gefunden, die unter anderem in folgenden Gleichungen stecken, die von ihm aufgestellt und mithilfe der binomischen Formeln bestätigt wurden.
{\displaystyle {\sqrt {18}}+{\sqrt {8}}={\sqrt {50}}}
oder
{\displaystyle {\sqrt {18}}-{\sqrt {8}}={\sqrt {2}}}

## Algebra
Abu Kamil verfasste mehrere mathematische Werke. In seiner Algebra (Al-Kitab al-jabr wa’l-muqabala) führte er die Algebra al-Chwarizmis weiter. Das Buch umfasst 111 Folio-Seiten in der einzigen erhaltenen arabischen Version aus dem 13. Jahrhundert, die heute in Istanbul aufbewahrt wird (MS 379 [19046] der Kara Muṣṭafā Paşa Sammlung in der Beyazit-Bibliothek). Lateinische und eine hebräische Übersetzung begründeten die andauernde Wirkung dieser Schrift. Die Algebra wurde von Fibonacci und al-Karadschi benutzt.

## Weitere Werke
„Das Buch der Seltenheiten der Arithmetik“ (Kitab ṭarāif fī-l-ḥisāb, arabisch كتاب الطرائف في الحساب), das durch eine zwischen 1211 und 1218 erstellte Abschrift des Gelehrten Mas'ūd ibn Muḥammad al-Ǧulfarī überliefert wurde, enthält sechs verschiedene, im Schwierigkeitsgrad gesteigerte Aufgaben, die zu linearen Gleichungssystemen führen und ganzzahlige oder gebrochene Lösungen erfordern, so genannte Vogelaufgaben. Die Lösungsmethode war gemäß der Absicht Abu Kamils für Nichtmathematiker und Mathematiker deutlich verständlicher als die bis dahin aus Indien bekannten Verfahren. Laut dem deutsch-iranischen Autor Alireza Naini besteht Abu Kamils Leistung auch darin, die linearen unbestimmten Gleichungen von anderen mathematischen Problemen getrennt zu betrachten.
Außerdem ist ein Werk über Landvermessung von Abu Kamil erhalten. Weitere mathematische Werke sind zwar dem Titel nach bekannt, aber nicht erhalten.

## Ausgaben
- Sami Chalhoub: Die Algebra: Kitab al-Gabr wal-muqabala des Abu Kamil Soga ibn Aslam. Aleppo, 2004.
- Martin Levey: The algebra of Abū Kāmil: Kitāb fī al-Jabr wa'l-muqābala / in a commentary by Mordecai Finzi (Hebräisch mit englischer Übersetzung), Madison: University of Wisconsin Press, 1966.
- L. C. Karpinski: Das Buch der Seltenheiten der Rechenkunst von Abu Kamil al Misri. (Deutsche Übersetzung) in: Bibl. math. 12 (1911)/12, S. 40–55.
- Roshdi Rashed: Abu Kamil: Algèbre et analyse diophantienne. Édition, traduction, commentaire historique et mathématique. Berlin: De Gruyter 2012.
- Jacques Sesiano: Abū Kāmil's Book on Mensuration. In: N. Sidoli und G. Van Brummelen (Hrsg.), From Alexandria, Through Baghdad, Surveys and Studies in the Ancient Greek and Medieval Islamic Mathematical Sciences in Honor of J.L. Berggren, Heidelberg: Springer Verlag 2014, S. 359–408.
- Josef Weinberg: Die Algebra des Abū Kāmil Sogā ben Aslam. Selbstverlag, München 1935 (Dissertation an der Philosophischen II. Sektion, LMU München).[3]